# 尤塔·海涅
尤塔·海涅（德語：Jutta Heine，1940年9月16日—），德国女子田径运动员。她曾代表德国联队参加1960年和1964年夏季奥林匹克运动会田径比赛，其中1960年奥运会获得二枚银牌。